# Laura Ingalls Wilder
Laura Elizabeth Ingalls Wilder (Contea di Pepin, 7 febbraio 1867 – Mansfield, 10 febbraio 1957) è stata una scrittrice statunitense, autrice della serie La piccola casa nella prateria (Little House on the Prairie), basata sulla sua infanzia in una famiglia di pionieri.

## Biografia
Laura Elizabeth Ingalls Wilder nacque nella Contea di Pepin, Wisconsin da Charles Phillip Ingalls e Caroline Lake (Quiner) Ingalls. Laura era la seconda di cinque figli: Mary, che divenne cieca, Laura, Caroline detta Carrie, Freddy, che morì a nove mesi, e Grace. Molti dettagli della vita della famiglia di Laura durante l'adolescenza sono riportati nella serie Little House, i cui racconti sono parzialmente autobiografici. Lei e la sua famiglia si spostarono notevolmente attraverso la parte medioccidentale degli Stati Uniti durante la sua infanzia.
Sebbene Laura fosse una studentessa brillante, la sua educazione fu piuttosto sporadica, a causa del fatto che la sua famiglia spesso visse in zone isolate in cui non erano presenti scuole o della necessità che Laura interrompesse gli studi per aiutare il bilancio familiare. La famiglia soggiornò tra gli altri a De Smet, nel Territorio del Dakota, dove ebbe una scolarizzazione più regolare e dove lavorò come insegnante. Laura terminò la sua carriera di insegnamento nel 1885 quando sposò Almanzo Wilder (1857-1949); all'epoca infatti non era permesso alle donne sposate d'insegnare. Laura ebbe due figli: la scrittrice, giornalista e teorica politica Rose Wilder Lane, e un figlio senza nome che morì subito dopo la nascita nel 1889.
Laura Ingalls morì il 10 febbraio 1957 a Rocky Ridge Farm di Mansfield nel Missouri; riposa accanto al marito Almanzo e alla figlia Rose nel Mansfield Cemetery.

### Attività di scrittrice
Laura iniziò scrivendo articoli che venivano pubblicati sui giornali locali, tra cui il Missouri Ruralist, per il quale collaborò permanentemente come articolista dal 1911 alla metà degli anni '20. Successivamente, cominciò a nascere in lei l'idea di raccontare le memorie della propria infanzia, e scrisse un diario intitolato Pioneer Girl, dal quale si sviluppò la famosa serie di libri La piccola casa nella prateria, per i quali vinse più volte il Newbery Honor (nel 1938 per On the Banks of Plum Creek, nel 1940 per By the Shores of Silver Lake, nel 1941 per The Long Winter, nel 1942 per The Little Town On the Prairie e nel 1944 per These Happy Golden Years).
Tenne a precisare che la ragione per la quale scrisse i suoi libri fu essenzialmente quella di preservare le storie della sua infanzia per i ragazzi di oggi, per aiutarli a comprendere quanto sia cambiata l'America durante il corso della sua vita.

### Serie TV
Dai libri è stata tratta la serie televisiva La casa nella prateria, prodotta e interpretata da Michael Landon, nella quale Laura è stata interpretata da Melissa Gilbert. La serie è stata girata dal 1974 al 1983, per un totale di 204 episodi.
Nel 2005 è stata girata un'altra serie, chiamata La casa nella prateria di Laura Ingalls Wilder. Si tratta di un'epica produzione che riprende la portata e l’ampiezza della frontiera e ricrea la saga letteraria con accuratezza minuziosa. Guest star sono Gregory Sporlader nei panni di Mr. Edwards, Dorian Harewood nei panni del dott. Tan, James Cosmo e Gina Stockdale rispettivamente nei panni di Mr. e Mrs. Scott, e Byron Chief-Moon nei panni di Soldat du Chene.